# HeroClix

Logo der Spielereihe

HeroClix ist ein Strategiespiel mit sammelbaren Miniaturen, das von WizKids produziert und im deutschsprachigen Raum von Pegasus Spiele verlegt wird.
Die Spielfiguren können als Starter (enthält alles, um mit dem Spielen zu beginnen) und als Booster (enthalten vier zufällig zusammengestellte, beim Kauf nicht bekannte Figuren) gekauft werden. Der größte Teil der Charaktere ist nur in Boostern erhältlich.

## Geschichte
Im Jahr 2001 brachte WizKids das erste Spiel dieser Art, Mage Knight, auf den Markt. Das Prinzip eines Strategiespiels, bei dem die Spielfiguren gesammelt werden konnten, stieß auf großen Anklang und war ein voller Erfolg.
Aus diesem Grund entwickelte die Firma im Jahr darauf mit HeroClix ein analoges Spiel mit dem Unterschied, dass als Spielfiguren nicht Fantasy-Charaktere dienten, sondern wohlbekannte Comicfiguren aus dem Marvel-Universum. Das Zielpublikum wurde damit um Comicfans erweitert, was mit zum großen Erfolg beitrug, den HeroClix darauf erlebte. So erhielt es in den Jahren 2002 und 2003 mehrere bedeutende amerikanische Spielauszeichnungen.
Nach dem Erfolg der ersten Ausgabe wurden mehrere Erweiterungen herausgegeben. Während zuerst nur Marvel-Charaktere verwendet wurden, kamen nun auch Superhelden und Bösewichte von DC Comics und diversen kleineren Verlagen wie Top Cow Productions, CrossGen und Dark Horse Comics hinzu.
Mit der Zeit kamen diverse Ergänzungen und Neuerungen zum Spiel hinzu. So werden von Spieleläden veranstaltete Turniere mit Sonderfiguren (sogenannten Limited Editions) unterstützt, die Erweiterungen sind jetzt mehr themenbasiert, es wurden Feature und Battlefield Cards ins Spielkonzept aufgenommen, und mit dem neuen Buy it by the Brick-Programm gibt es ein neuartiges Vertriebskonzept. Dabei werden reale Spielehändler gegenüber Internet-Händlern bevorzugt, da nur erstere die Bricks (Packung à zwölf Booster) verkaufen dürfen. Durch den Erwerb eines Bricks erhält der Kunde die Möglichkeit, diverse sonst nicht erhältliche Spezialfiguren zu erwerben.
Außerdem wurden auch vier Collector's Sets auf den Markt gebracht, kleine Editionen von fünf bis sieben Figuren, die prioritär an Brick-Käufer abgegeben werden sollen. Die Idee wurde wieder aufgegeben und in Zukunft werden stattdessen Action Packs veröffentlicht, die für Alle gleichermaßen erhältlich sind. Ein Action Pack enthält neben einigen Figuren manchmal noch einen Spielplan oder andere Extras, die es in Collector's Sets nicht gab.
Mehrere Personen zeichneten bisher für die Spielentwicklung verantwortlich:
- Jeff Quick – 2002
- Mike Mulvihill – 2002
- Jon Leitheusser – 2002–2003
- Jeff Grubb – 2003
- Jon Leitheusser – 2003–2005
- Seth Johnson – 2005–2008
- Kelly Bonilla – 2008

Am 10. November 2008 kündigte Topps die Schließung von WizKids an und das Ende aller Produktlinien.
Eine Fanbewegung die unter der Internetadresse www.saveheroclix.com für die Weiterführung des Spiels warb, führte zum Erfolg: Die Rechte sollten von Pinata Games erworben werden. Der Kauf schlug jedoch fehl, und so wurden die Lizenzen samt dem Firmennamen Wizkids erst im Oktober 2009 von dem US-amerikanischen Unternehmen National Entertainment Collectibles Association Inc. (NECA) gekauft. Die erste Erweiterung aus dem Hause NECA/Wizkids kam am 18. November 2009 fast genau ein Jahr nach dem vermeintlichen Ende von Heroclix unter dem Namen Hammer of Thor auf den Markt.

## Das Spiel
Gespielt wird in der Regel zu zweit, es können aber auch drei oder vier Spieler mitspielen.
Als Spielfeld dient eine vorproduzierte Karte oder selbst gezeichnete Karte, über die ein Gitter mit kleinen Quadraten in der Größe einer Figur gelegt wurde. Das Spielfeld kann freies, wässriges (z. B. Pool), hindernisreiches (z. B. Baum) und ganz blockierendes (z. B. Mauer) Gelände enthalten, jeweils drinnen (z. B. im Haus) und draußen. Zusätzlich gibt es auch erhöhtes Gelände (Hausdächer etc.).
Die verschiedenen Geländetypen beeinflussen das Bewegungs- und Kampfverhalten der Spielcharaktere.
Jeder Spieler stellt sich vorgängig ein Team aus Helden und Schurken zusammen. Jede Figur hat sieben Eigenschaften:
- Geschwindigkeit: wie viele Felder darf sich eine Figur bewegen?
- Angriffswert
- Verteidigungswert
- Schadenswert
- Reichweite und Anzahl der Angriffsziele im Fernkampf
- Teamzugehörigkeit
- Punktzahl: fasst die Stärke einer Figur in einer Zahl zusammen

Die ersten vier Werte sind auf dem Combat Dial, einer an der Basis der Figur angebrachten drehbaren Scheibe, aufgedruckt und werden durch das Drehen (resp. Klicken) während des Spiels verändert. Nebst diesen Werten, die durch Zahlen repräsentiert werden, können die Figuren auch diverse zusätzliche Kräfte (zurzeit 48 an der Zahl) besitzen; Superman zum Beispiel hat Superstärke. Außerdem gibt es Figuren, die fliegen und solche, die schwimmen können.
Vor dem Spiel einigen sich die Spieler darauf, wie viele Punkte ihre Figuren zusammengezählt insgesamt haben dürfen (ein Vielfaches von Hundert, z. B. 300 Punkte) und stellen dementsprechend ein Team zusammen, welches diese Maximalpunktzahl nicht überschreiten darf.
Nun geht es für die Spieler darum, mit den eigenen Figuren das Team des Gegners per Nah- oder Fernkampf anzugreifen. Der Angriff geht folgendermaßen vonstatten: Der angreifende Spieler würfelt mit zwei sechsäugigen Würfeln. Das Ergebnis wird zum Angriffswert hinzuaddiert. Ist dieser Wert mindestens dem Verteidigungswert der angegriffenen Figur, so erhält diese so viel Schaden, wie der Schadenswert des Angreifers beträgt.
Der Schaden kann nun noch durch diverse der erwähnten Zusatzkräfte erhöht oder verkleinert werden. Wenn der endgültige Wert feststeht, so wird das Combat Dial der angegriffenen Figur um so viele Klicks gedreht, wie der Schaden beträgt. Für die Figur gelten nun die neu angezeigten, normalerweise schwächeren Werte. Wenn einer Figur genügend Schaden zugefügt wurde, so zeigt das Combat Dial als Wert KO an und die Figur muss aus dem Spiel genommen werden. Das Spiel wird nun solange fortgesetzt, bis alle Figuren eines Spielers KO sind.
Aufgrund der verschiedenen Geländetypen, Zusatzkräfte, der Teamzugehörigkeit und der Feature und Battlefield Cards können so hochkomplexe Spielsituationen entstehen, die aber neben einer guten Strategie auch ein bisschen Würfelglück benötigen, um siegreich daraus hervorgehen zu können.

## Boosterpack Editionen
| Marvel                 | DC                  | Indy            | Erscheinungsjahr | Entwickler                                                       |
| ---------------------- | ------------------- | --------------- | ---------------- | ---------------------------------------------------------------- |
| Infinity Challenge *   |                     |                 | Mai 2002         | Jeff Quick                                                       |
|                        | Hypertime *         |                 | September 2002   | Jeff Quick, Mike Mulvihill, Jon Leitheusser                      |
| Clobberin' Time *      |                     |                 | November 2002    | Jon Leitheusser                                                  |
| Xplosion *             |                     |                 | März 2003        | Jon Leitheusser                                                  |
|                        | Cosmic Justice *    |                 | Juni 2003        | Jon Leitheusser                                                  |
|                        |                     | Indy HeroClix * | Oktober 2003     | Jon Leitheusser                                                  |
| Critical Mass *        |                     |                 | Dezember 2003    | Jon Leitheusser                                                  |
|                        | Unleashed *         |                 | März 2004        | Jeff Grubb & Jon Leitheusser                                     |
| Universe *             |                     |                 | Mai 2004         | Jon Leitheusser                                                  |
| Ultimates *            |                     |                 | Juni 2004        | Jon Leitheusser                                                  |
| Mutant Mayhem *        |                     |                 | November 2004    | Jon Leitheusser                                                  |
|                        | Legacy *            |                 | März 2005        | Jon Leitheusser                                                  |
| Fantastic Forces *     |                     |                 | Juli 2005        | Jon Leitheusser                                                  |
|                        | Icons *             |                 | September 2005   | Jon Leitheusser (Feats und Battlefield Conditions: Seth Johnson) |
| Armor Wars*            |                     |                 | November 2005    | Seth Johnson                                                     |
|                        | Collateral Damage*  |                 | Februar 2006     | Seth Johnson                                                     |
| Sinister*              |                     |                 | Juni 2006        | Seth Johnson                                                     |
| Supernova*             |                     |                 | November 2006    | Seth Johnson                                                     |
|                        | Orgin*              |                 | März 2007        | Seth Johnson                                                     |
| Avengers*              |                     |                 | Juli 2007        | Seth Johnson                                                     |
|                        | Justice League*     |                 | August 2007      | Seth Johnson                                                     |
| Mutations and Monsters |                     |                 | November 2007    | Seth Johnson                                                     |
|                        | Crisis              |                 | Februar 2008     | Seth Johnson                                                     |
| Secret Invasion        |                     |                 | Juli 2008        | Seth Johnson                                                     |
|                        | Arkham Asylum       |                 | Oktober 2008     | Seth Johnson                                                     |
| Hammer of Thor         |                     |                 | November 2009    | N.A.                                                             |
|                        | Brave and the Bold  |                 | April 2010       | N.A.                                                             |
| Web of Spider-Man      |                     |                 | September 2010   | N.A.                                                             |
|                        | DC 75th Anniversary |                 | Dezember 2010    | N.A.                                                             |
| Giant-Size X-Men       |                     |                 | März 2011        | N.A.                                                             |
| Captain America        |                     |                 | Juli 2011        | N.A.                                                             |
|                        | Superman            |                 | September 2011   | N.A.                                                             |
|                        |                     | HALO Heroclix   | September 2011   | N.A.                                                             |

Die mit * versehenen Editionen dürfen mittlerweile in offiziellen Turnieren nicht mehr verwendet werden.

## Exklusivfiguren
Seit 2004 wird für die großen nordamerikanischen Spiel- und Comic-Börsen (Convention Season) jeweils eine exklusive, übergroße Spezialfigur, eine sogenannte Convention Exclusive, herausgebracht. Diese Figuren sind extrem stark, haben aber auch sehr hohe Punktzahlen und können daher nur sehr selten im Spiel gebraucht werden. Sie sind deshalb in erster Linie für Sammler von Interesse.
Bisher wurden folgende Exklusivfiguren herausgegeben:
- Galactus (Marvel) mit der Maximalpunktzahl 1800 (2004)
- Dark Phoenix (Marvel) mit der Maximalpunktzahl 1000 (2005)
- Spectre (DC) mit der Maximalpunktzahl 1800 (2006)
- Fin Fang Foom (Marvel) mit der Maximalpunktzahl 1200 (2007)
- Starro (DC) mit der Maximalpunktzahl 1000 (2007) als Preis bei einem weltweiten Turnier/Event
- Thor's Mighty Chariot (Marvel) mit der Punktzahl 500 (2009)
- Dr. Manhattan (DC) mit der Maximalpunktzahl 1800 (2010) (und einer Remake-Version namens Jon Osterman: Dr. Manhattan mit max. 1200 Punkten)

## Collector Sets
- DC HeroClix: Giants mit Alloy, Atom Smasher, Chemo, Colossal Boy, Giganta, Rita Farr und Validus (April 2006)
- Image HeroClix: Invincible mit Invincible, Atom Eve, Robot, Allen the Alien, Omni-Man, Titan und Angstrom Levy (August 2006)
- DC HeroClix: Alien Green Lantern Corps mit G'nort, Ch'p, Abin Sur, Arisia, Katma Tui, Ganthet und Tomar Re (September 2006)
- Marvel HeroClix: Marvel 2099 mit Hulk, Ravage, Punisher, Ghost Rider, Meanstreak, Junkpile und Doom (Dezember 2006)

## Action Packs
- Marvel HeroClix: X-Men Danger Room Starter (Juli 2006)
- Marvel HeroClix: Days of Future Past (November 2006)
- Darkhorse HeroClix: Hellboy and the B.P.R.D. auch mit HorrorClix spielbar (April 2007)
- DC HeroClix: Legion of Superheroes Starter (Juni 2007)
- Marvel Heroclix: Fantastic Four Starter (Juli 2008)
- DC Heroclix: The Blackest Night Starter (Juni 2010)
- DC Heroclix: Jonah Hex Battle Pack (Juli 2010)
- DC Heroclix: The Watchmen Collector's Set (August 2010)
- DC Heroclix: The Brightest Day Action Pack (Oktober 2010)

## Gravity Feeds und Fast Forces
- DC HeroClix: Green Lantern (Movie) Fast Forces Starter (Juni 2011)
- DC HeroClix: Green Lantern (Movie) Gravity Feed (1-Figur Booster) (Juni 2011)
- Marvel HeroClix: Captain America Gravity Feed (1-Figur Booster) (Juli 2011)
- Marvel HeroClix: Hammer of Thor „Warriors of Asgard“ Fast Forces Starter (Juli 2011)
- Street Fighter Heroclix: Street Fighter Fast Forces Starter (August 2011)
- Street Fighter Heroclix: Street Fighter Gravity Feed (1-Figur Booster) (August 2011)
- Iron Maiden Heroclix: Gravity Feed (1-Figur Booster) (geplant 2011)
- Gears of War Heroclix: Gravity Feed (1-Figur Booster) (geplant 2011)